# 大高加索山脈
大高加索山脈（英语：Greater Caucasus）是高加索山脈中兩個主要山脈之一，與另一主要山脈小高加索山脈在蘇拉姆山脈相連後平行伸延，兩者平均相距100公里。大高加索山脈從黑海海岸的塔曼半島一直向東南方伸延至鄰近裡海的阿塞拜疆首都巴庫，全長約1,200公里，是亞美尼亞高原的北部和東北部邊緣，也成為俄羅斯、格魯吉亞和阿塞拜疆的邊界，最高峰是海拔高度5,642米的厄爾布魯士峰。大高加索山脈被分為三部份，包括：
- 西高加索－由黑海海岸至厄爾布魯士峰一帶；
- 中高加索－由厄爾布魯士峰至卡茲別克山一帶；和
- 東高加索－由卡茲別克山至裡海海岸一帶。

## 歐洲和亞洲的邊界
此高加索的分水嶺常被為是東歐和西亞的邊界，其中屬於分水嶺以北的歐洲部分被稱為前高加索，屬於分水嶺以南的亞洲部分則稱為外高加索。
俄羅斯與格鲁吉亚和阿塞拜疆的邊界亦幾乎是沿著山脈行走。

## 山峰
- 厄爾布魯士峰（5642米），43°21′18″N 42°26′21″E / 43.35500°N 42.43917°E ，為歐洲最高的山峰。
- 德赫套山（5205米），43°3′N 43°8′E / 43.050°N 43.133°E
- 什哈拉山（5193米），43°01′N 43°10′E / 43.01°N 43.17°E
- 科什坦山（5151米），43°03′00″N 43°13′00″E / 43.05°N 43.2167°E
- 占吉山（5051米），43°01′08″N 43°03′24″E / 43.01889°N 43.05671°E
- 卡茲別克山（5047米），42°41′51″N 44°31′08″E / 42.69750°N 44.51889°E

## 參見

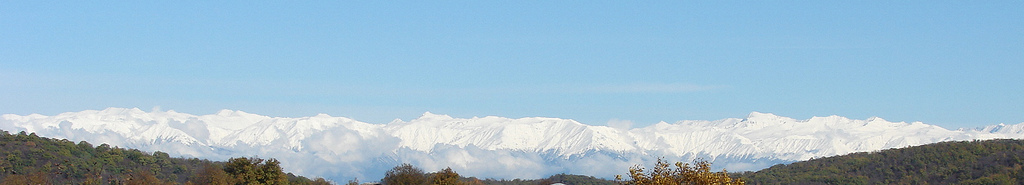
大高加索的雪峰